# Il fantasma bizzarro
Il fantasma bizzarro (The Funky Phantom), noto anche come Il fantasma burlone, è una serie televisiva animata statunitense del 1971, creata da William Hanna e Joseph Barbera.
Prodotto da Hanna-Barbera Productions, in associazione con la casa di produzione australiana Air Programs International, la serie è stata trasmessa per la prima volta negli Stati Uniti su ABC dall'11 settembre 1971 al 1º gennaio 1972, per un totale di 17 episodi ripartiti su una stagione. In Italia è stata trasmessa su Ciao Ciao dal 16 gennaio 1980.

## Trama
(Intro in tutti gli episodi)
 Cercando di trovare riparo da una tempesta durante la guida della loro "Looney Duney" dune buggy, tre adolescenti, Skip Gilroy dalla testa rossa, la bella e bionda April Stewart, il muscoloso Augie Anderson, e il loro cane Elmo, entrano in una vecchia casa in cui un orologio a pendolo visualizza un’ora non corretta. Nell’impostare sulla mezzanotte, liberano due fantasmi della guerra coloniale (1776): un patriota americano di nome Jonathan Wellington "Mudsy" Muddlemore e il suo gatto dal nome di Boo. Mudsy spiega ai ragazzi che durante la guerra coloniale, erano incappati in due Giubbe Rosse e durante un inseguimento si sono nascosti in quell’orologio, rimanendo intrappolati per sempre (la puntata 17 “L'accalappia fantasmi” racconta il tutto). Fin da quando sono stati liberati dai nuovi amici, Mudsy e Boo hanno sempre accompagnato il gruppo nella risoluzione di molti misteri.

## Episodi
| n° | Titolo originale           | Titolo italiano                | Prima TV USA      | Prima TV Italia |
| -- | -------------------------- | ------------------------------ | ----------------- | --------------- |
| 1  | Don't Fool With a Phantom  | Non si scherza con un fantasma | 11 settembre 1971 |                 |
| 2  | Heir Scare                 | Il mistero di palazzo Conway   | 18 settembre 1971 |                 |
| 3  | I'll Haunt You Later       | Il fantasma di Fort le Feet    | 25 settembre 1971 |                 |
| 4  | Who's Chicken              | Chi è pollo                    | 2 ottobre 1971    |                 |
| 5  | The Headless Horseman      | Il cavaliere senza testa       | 9 ottobre 1971    |                 |
| 6  | Spirit Spooked             | Lo spirito di Montezuma        | 16 ottobre 1971   |                 |
| 7  | Ghost Town Ghost           | Il giorno di frontiera         | 23 ottobre 1971   |                 |
| 8  | We Saw a Sea Serpent       | Il mostro del lago             | 30 ottobre 1971   |                 |
| 9  | Haunted in Inn             | Fantasmi in albergo            | 6 novembre 1971   |                 |
| 10 | Mudsy Joins the Circus     | Mudsy e il circo               | 13 novembre 1971  |                 |
| 11 | Pigskin Predicament        | Problemi e complicazioni       | 20 settembre 1971 |                 |
| 12 | The Liberty Bell Caper     | Il campanaro                   | 27 novembre 1971  |                 |
| 13 | April Foolish Day          | Quel pazzo pazzo Aprile        | 4 dicembre 1971   | 22 gennaio 1980 |
| 14 | The Forest's Prime-Evil    | Il male della foresta          | 11 dicembre 1971  |                 |
| 15 | The Hair Scary Houndman    | Il cacciatore spaventoso       | 18 dicembre 1971  |                 |
| 16 | Mudsy and Muddlemore Manor | Il maniero di Muddle-More      | 25 dicembre 1971  |                 |
| 17 | Ghost Grabbers             | L'accalappia fantasmi          | 1º gennaio 1972   |                 |

## Personaggi e doppiatori
- Jonathan Wellington "Mudsy" Muddlemore, voce originale di Daws Butler, italiana di Sergio Fiorentini.
- "Augie" Anderson, voce originale di Tommy Cook, italiana di Luciano Roffi.
- Skip Gilroy, voce originale di Micky Dolenz, italiana di Mauro Gravina.
- April Stewart, voce originale di Kristina Holland, italiana di Isabella Pasanisi.
- Elmo il cane, voce originale di Don Messick.
- Boo il gatto, voce originale di Don Messick.

## Crossover
I protagonisti della serie appaiono anche in un episodio di Scooby-Doo and Guess Who? intitolato La squadra del fantasma bizzarro.